# Si tú me miras
Si tú me miras – trzeci studyjny album Alejandro Sanza. Płyta została również wydana w portugalskiej wersji językowej. „Si tú me miras” i „Cómo te echo de menos” były singlami do których nakręcono wideoklipy. Album został nagrodzony sześcioma platynowymi płytami w Hiszpanii i jedną w Argentynie.

## Lista utworów
1. Si Tú Me Miras - 4:18
2. Tu Letra Podré Acariciar - 3:37
3. El Escaparate - 4:50 (z Paco de Lucíą)
4. Cómo Te Echo de Menos - 4:03
5. Cuando Acabas Tú - 4:05
6. Mi Primera Canción - 4:40 (z Paco de Lucíą)
7. Vente al Más Allá - 4:00
8. Qué No Te Daría Yo - 3:38
9. Este Pobre Mortal - 3:40
10. A Golpes Contra el Calendario - 5:07

Reedycja płyty z roku 2006 zawiera 3 dodatkowe numery i sześć tworów na płycie dvd.